# 前福兴地镇
前福兴地乡，是中华人民共和国辽宁省阜新市彰武县下辖的一个乡镇级行政单位。

## 行政区划
前福兴地乡下辖以下地区：
福兴地村、大沙力土村、徐家村和六合堂村。